# Médaille olympique
Une médaille olympique est une médaille attribuée au cours des Jeux olympiques aux trois meilleurs athlètes ou équipes de chaque compétition qui reçoivent respectivement une médaille d’or (1re place), d’argent (2e place) ou de bronze (3e place). Outre ces médailles qui symbolisent la consécration sportive, certaines personnes ou organisations, notamment les comités nationaux olympiques, offrent à leurs champions des primes, cadeaux ou avantages en nature.
Le design des médailles, qui est laissé à la créativité du Comité d’organisation des Jeux olympiques (COJO) avec une approbation finale du Comité international olympique (CIO), a considérablement varié depuis les premiers Jeux olympiques de 1896, notamment en ce qui concerne le dessin, la taille et le poids. L'avers des médailles des Jeux olympiques d'été est néanmoins soumis à une certaine standardisation. Le Comité international olympique laisse une plus grande liberté au pays organisateur quant au choix du dessin des médailles des Jeux olympiques d'hiver et des Jeux paralympiques, ainsi que du revers des médailles des Jeux olympiques d'été, le pays hôte des Jeux pouvant ainsi exprimer sa spécificité culturelle par le style ou les matériaux employés.

## Historique

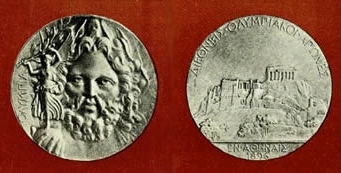
Médaille en argent décernée aux vainqueurs des Jeux olympiques d'été de 1896 : l'avers représente Zeus tenant un globe sur lequel repose Niké, la victoire ailée ; la légende « Olympie » en grec figure à gauche de la médaille ; le revers représente l'Acropole surmontée de l'inscription en grec « Jeux olympiques internationaux à Athènes en 1896 ».

À partir de la septième olympiade, les hérauts annoncent les noms des vainqueurs (appelés olympioniques) des Jeux olympiques antiques qui, sous l'acclamation des spectateurs qui leur jettent des fleurs, se voient placer par l’hellanodice juste après leur compétition une branche de palmier dans leurs mains tandis que des rubans rouges, les tæniae, sont noués autour de leur tête et de leurs mains en signe de victoire. La cérémonie officielle de remise des prix a lieu le dernier jour des Jeux dans le vestibule surélevé du temple de Zeus. Après que le héraut a annoncé le nom du vainqueur olympique, de son père et de sa cité, l'hellanodice ceint la tête du vainqueur d'une couronne d’olivier, le kotinos. Selon Pausanias le Périégète, Héraclès introduit cette couronne olympique comme récompense du vainqueur de la course du stadion, l'épreuve reine des jeux antiques, dans le but d'honorer Zeus.
Lors des Jeux olympiques modernes en 1896, le vainqueur est couronné d'un rameau d'olivier, reçoit une médaille d'argent et un diplôme (le premier récompensé ainsi est l'athlète James Connolly), tandis que le deuxième reçoit une médaille de bronze ou de cuivre et une branche de laurier. Aux Jeux olympiques de 1900, la plupart des vainqueurs reçoivent des coupes ou des trophées au lieu des médailles.
Aux Jeux olympiques de 1904 apparaissent pour la première fois les médailles d'or, d'argent et de bronze, qui sont accrochées à un ruban coloré avec une épingle afin de pouvoir être portées sur le torse. Le Comité international olympique a rétrospectivement attribué ces médailles aux trois meilleurs athlètes des épreuves des Jeux olympiques de 1896 et 1900. Après les Jeux olympiques de 1912, les médailles d'or ne sont plus en or massif mais en vermeil. En effet, la Première Guerre mondiale et la multiplication des disciplines conduisent à la fin des médailles en grande partie composées de métaux précieux ; pour comparaison, aux Jeux olympiques de 2020, les médailles d'or comptent 6 grammes d'or pour un poids total avoisinant les 556 grammes.
C'est aux Jeux olympiques de 1960 à Rome que pour la première fois des médailles, fixées à une chaîne de feuilles de laurier, sont passées autour du cou du vainqueur, alors qu'elles sont actuellement fixées à un ruban de couleur (généralement les couleurs olympiques) passant par une bélière d'or, d'argent et de bronze.
Le 29 mars 2012, fait unique dans l'histoire des Jeux, le champion de boxe ukrainien Wladimir Klitschko vend sa médaille d'or olympique aux enchères pour un million de dollars.
Les médailles pour les Jeux olympiques d'été de 2012, à cause de leur poids et de l'envolée des cours de l'or et de l'argent, sont les plus chères de tous les JO d'été. Ce record est battu aux JO de 2020.
Les médailles ne sont pas les seuls prix donnés aux concurrents. Chaque athlète classé dans les huit premières places de son épreuve reçoit un diplôme olympique. En outre, les noms de tous les médaillés sont inscrits sur le mur du stade principal du pays hôte.

## Réalisation des médailles et design
Le pays hôte et son Comité national olympique ont le choix quant à la conception et la composition exacte des médailles dont les spécifications sont développées conjointement avec le CIO qui impose cependant leurs propriétés physiques et prend la décision finale au sujet du design.
Le CIO a introduit certaines règles :
- Lauréats : les trois premiers (plusieurs disciplines olympiques font exception à cette règle [11]) de chaque épreuve reçoivent des médailles
- Forme : habituellement circulaire, avec un accessoire pour la fixer à une chaîne ou un ruban
- Diamètre : minimum de 60 mm
- Épaisseur : minimum de 3 mm
- Matériau :
  - Première place : composée d'argent (teneur minimale : 92,5 % d’argent) recouverte d'au moins 6 grammes d'or pur
  - Deuxième place : même composition que la médaille d'or mais sans la dorure
  - Troisième place : principalement en cuivre avec un peu d'étain et de zinc (d'une valeur d'environ 3 $)
- Détails sur l'événement : le sport pour lequel la médaille est décernée doit être inscrit sur la médaille

Les premières médailles olympiques en 1896 ont été conçues par le sculpteur français Jules-Clément Chaplain. Leur avers portait le portrait de Zeus tenant dans sa main un globe surmonté de Niké, allégorie de la victoire ailée avec la légende en grec « Olympie ». Sur le revers, une légende en grec « ΔΙΕΘΝΕΙΣ ΟΛΥΜΓΙΑΚΟΙ ΑΓΩΝΕΣ ΕΝ ΑΘΗΝΑΙΣ 1896 » (Jeux olympiques internationaux à Athènes en 1896) entourait le site de l'Acropole. Réalisées par la Monnaie de Paris, cette coutume de donner la responsabilité de la frappe des médailles au pays hôte s'est depuis perpétuée.

### Trionfo
En 1921, le Comité international olympique lance un concours international ayant pour objectif la création des médailles destinées aux Jeux olympiques d'été de 1924. Le projet prend du retard mais désigne finalement comme lauréat l'artiste toscan Giuseppe Cassioli et son projet intitulé « Trionfo (en) ». Le dessin de la médaille qu’il a créée sera reproduit, avec quelques adaptations, à tous les Jeux d’été entre 1928 (standardisation de l’avers représentant Niké, la déesse de la Victoire, tenant dans sa main gauche une palme et dans sa main droite une couronne de vainqueur, et du revers, vainqueur porté en triomphe par la foule avec un stade olympique en arrière-plan) et 1968 : l'avers représente Niké en position assise tenant dans sa main gauche une palme et dans sa main droite une couronne de vainqueur, le revers un vainqueur olympique porté en triomphe par un cortège avec le Colisée en toile de fond. Dans la partie supérieure droite de la médaille est laissé un espace pour graver le nom du pays hôte des Jeux olympiques et le chiffre de l'olympiade.
Le dessin du revers est modifié aux Jeux olympiques d'été de 1972 : le sculpteur Gerhard Marcks y dessine deux jeunes nus, Castor et Pollux, fils jumeaux de Zeus et Léda, patrons des compétitions sportives et de l'amitié, le CIO donnant depuis au pays hôte la liberté du choix du motif. L'avers reste fidèle au dessin de Cassioli jusqu'aux Jeux olympiques d'été de 1992 (le sculpteur Xavier Corberó (en) y grave l'emblème officiel des Jeux de Barcelone), le CIO autorisant également depuis des modifications mais exige la représentation de Niké.
Aux Jeux olympiques d'été de 2000, Wojciech Pietranik (en) conçoit un revers de médaille représentant l'opéra de Sydney, la torche et les anneaux olympiques mais le CIO refuse ce design, voulant qu'il soit remplacé par le Colisée romain et un cavalier sur un char, ce qui suscite les critiques de la presse grecque qui réclame la représentation du Parthénon. Le comité d'organisation des Jeux olympiques australien conserve finalement le dessin de Pietranik, les délais étant trop courts pour tout modifier. L'erreur de 1928 (représentation du Colisée) est éliminée aux Jeux olympiques d'été de 2004 : l'avers représente le stade panathénaïque en arrière-plan de Niké, dessin repris aux Jeux olympiques d'été suivants.

### Comparaison entre les Jeux olympiques d'été et d'hiver
Le CIO prend la décision finale sur les spécifications de chaque modèle pour toutes les médailles olympiques, celles des Jeux d'été, d'hiver et des Jeux paralympiques. Néanmoins, le CIO n'a jamais exigé une conception particulière pour celles des Jeux d'hiver, qui prennent donc des formes diverses et sont généralement plus grandes, plus épaisses et plus lourdes que celles d'été. Niké a été représentée sur les médailles des Jeux d'hiver de 1932 et 1936, mais n'est pas réapparue depuis. Le motif qui revient régulièrement est le flocon de neige, tandis que les feuilles de laurier et les couronnes apparaissent sur plusieurs modèles. La devise olympique Citius, Altius, Fortius apparaît sur quatre médailles des Jeux d'hiver, mais jamais sur celles des Jeux d'été.
Trois olympiades de suite les pays hôtes des Jeux d'hiver utilisant des médailles en matériaux : verre (1992), sparagmite (1994), laque (1998). La Chine a choisi lors des Jeux olympiques d'été de 2008 de réaliser des médailles en jade.

## Description des médailles olympiques

### Designs des médailles des Jeux olympiques d’été
Détails concernant les médailles des Jeux olympiques d’été :
| Jeux | Hôte                               | Détails | Designer(s)                                           | Hôtel de monnaie                                | Diamètre (mm) | Épaisseur (mm) | Masse (g) | Image |
| ---- | ---------------------------------- | --- | ----------------------------------------------------- | ----------------------------------------------- | ------------- | -------------- | --------- | ----- |
| 1896 | Athènes, Grèce                     | Avers : Zeus et Niké Revers: Acropole | Jules Chaplain                                        | Monnaie de Paris                                | 48            | 3.8            | 47        |       |
| 1900 | Paris, France                      | Avers : Niké tenant des branches de laurier. À l'arrière-plan, Paris et monuments de l'Exposition universelle Revers : athlète victorieux brandissant une branche de laurier. À l'arrière-plan, Acropole d'Athènes Remarque : unique médaille non circulaire des JO d'été | Frédéric de Vernon                                    | Monnaie de Paris                                | 59×41         | 3.2            | 53        |       |
| 1904 | Saint-Louis (Missouri), États-Unis | Avers : Niké tenant une couronne de laurier et une palme Revers : athlète sur des marches d'escalier tenant une couronne de laurier | Dieges & Clust                                        | Dieges & Clust                                  | 37.8          | 3.5            | 21        |       |
| 1908 | Londres, Grande-Bretagne           | Avers : deux figures féminines coiffant d'une couronne de laurier un athlète Revers : Saint Georges en cavalier Tranche : « Vaughton », épreuve et vainqueur | Bertram Mackennal (en)                                | Vaughton & Sons                                 | 33            | 4.4            | 21        |       |
| 1912 | Stockholm, Suède                   | Avers : deux figures féminines coiffant d'une couronne de laurier un athlète Revers : Héraut proclamant l'ouverture des Jeux avec à sa gauche la statue de Pehr Henrik Ling                                                                                               | Bertram Mackennal (en) (avers) Erik Lindberg (revers) | C.C. Sporrong & Co                              | 33.4          | 1.5            | 24        |       |
| 1920 | Anvers, Belgique                   | Avers : athlète nu tenant une palme et une couronne de laurier Revers : Statue de Silvius Brabo Tranche : nom, épreuve, équipe, « Anvers » et date | Josué Dupon                                           | Coosmans                                        | 59            | 4.4            | 079       |       |
| 1924 | Paris, France                      | Avers : athlète nu aidant son concurrent à se relever Revers : harpe, symbole du programme culturel des Jeux et différents équipements sportifs | André Rivaud (en)                                     | Monnaie de Paris                                | 55            | 4.8            | 79        |       |
| 1928 | Amsterdam, Pays-Bas                | Design : Trionfo | Giuseppe Cassioli                                     | Monnaie de l'État allemand                      | 55            | 3              | 66        |       |
| 1932 | Los Angeles, États-Unis            | Design : Trionfo | Giuseppe Cassioli                                     | Whitehead & Hoag                                | 55.3          | 5.7            | 96        |       |
| 1936 | Berlin, Allemagne                  | Design : Trionfo « B.H MAYER PFORZHEIM 990 » | Giuseppe Cassioli                                     | B.H. Mayer                                      | 55            | 5              | 71        |       |
| 1948 | Londres, Grande-Bretagne           | Design : Trionfo | Giuseppe Cassioli                                     | John Pinches                                    | 51.4          | 5.1            | 60        |       |
| 1952 | Helsinki, Finlande                 | Design : Trionfo Tranche : 916 M / Y6 (Factory Stamp) | Giuseppe Cassioli                                     | Kultakeskus Oy                                  | 51            | 4.8            | 46.5      |       |
| 1956 | Melbourne, Australie               | Design : Trionfo | Giuseppe Cassioli                                     | K.G. Luke                                       | 51            | 4.8            | 68        |       |
| 1960 | Rome, Italie                       | Design : Trionfo (avers et revers intervertis) Pourtour : couronne de laurier et chaîne de feuilles de laurier en bronze | Giuseppe Cassioli                                     | Artistice Fiorentini                            | 68            | 6.5            | 211       |       |
| 1964 | Tokyo, Japon                       | Design : Trionfo | Giuseppe Cassioli et Toshikaka Koshiba (en)           | Monnaie du Japon                                | 60            | 7.5            | 62        |       |
| 1968 | Mexico, Mexique                    | Design : Trionfo | Giuseppe Cassioli                                     |                                                 | 60            | 6              | 130       |       |
| 1972 | Munich, Allemagne                  | Avers : Trionfo Revers : Castor et Pollux Tranche : vainqueur et épreuve | Giuseppe Cassioli (avers) Gerhard Marcks (revers)     | Monnaie bavaroise                               | 66            | 6.5            | 102       |       |
| 1976 | Montréal, Canada                   | Avers : Trionfo Revers : couronne de laurier stylisé et logo des Jeux de Montréal Tranche : épreuve | Giuseppe Cassioli (avers)                             | Monnaie royale canadienne                       | 60            | 5.8            | 154       |       |
| 1980 | Moscou, Russie                     | Avers : Trionfo Revers : vasque olympique stylisée et logo des Jeux de Moscou Tranche : nom du sport | Giuseppe Cassioli (avers) Ilya Postol (en) (revers)   | Monnaie de Moscou                               | 60            | 6.8            | 125       |       |
| 1984 | Los Angeles, États-Unis            | Avers : Trionfo Revers : vainqueur porté en triomphe par la foule Remarque : le revers reprend le dessin de Cassioli | Giuseppe Cassioli                                     | Jostens, Inc                                    | 60            | 7.9            | 141       |       |
| 1988 | Séoul, Corée du Sud                | Avers : Trionfo Revers : colombes s'envolant avec un rameau d'olivier dans leur bec et logo des Jeux de Séoul | Giuseppe Cassioli (avers)                             | Korea Minting and Security Printing Corporation | 60            | 7              | 152       |       |
| 1992 | Barcelone, Espagne                 | Avers : Trionfo dans un style moderniste Revers : logo des Jeux de Barcelone | Xavier Corbero (en)                                   | Real Casa de la Moneda                          | 70            | 9.8            | 231       |       |
| 1996 | Atlanta, États-Unis                | Avers : Trionfo dans un style moderniste Revers : Quilt de feuilles stylisé, logo des Jeux d'Atlanta et « Centennial Olympic Games » Tranche : « Atlanta Committee for the Olympic Games »                                                                                | Malcolm Grear Designers                               | Reed & Barton                                   | 70            | 5              | 181       |       |
| 2000 | Sydney, Australie                  | Avers : Trionfo dans un style moderniste Revers : Opéra de Sydney, flamme et anneaux olympiques Tranche : nom de l'événement | Wojciech Pietranik (en)                               | Royal Australian Mint                           | 68            | 5              | 180       |       |
| 2004 | Athènes, Grèce                     | Avers : Niké et stade panathénaïque en arrière-plan Revers : flamme olympique, premiers vers de la 8e Ode olympique de Pindare et logo des Jeux d'Athènes | Elena Votsi                                           |                                                 | 60            | 5              | 135       |       |
| 2008 | Pékin, Chine                       | Avers : Niké et Stade panathénaïque en arrière-plan Revers : logo des Jeux de Pékin incrusté d’un disque de jade, épreuve sur le pourtour | Xiao Yong (en)                                        | China Banknote Printing and Minting Corporation | 70            | 6              | 200       |       |
| 2012 | Londres, Grande-Bretagne           | Avers : Niké et stade panathénaïque en arrière-plan Revers : Tamise et logo des Jeux de Londres dans un quadrillage irradiant | David Watkins                                         | Royal Mint                                      | 85            | 7              | 375 ; 400 |       |
| 2016 | Rio de Janeiro, Brésil             | Avers : Niké et stade panathénaïque en arrière-plan Revers : Couronne de lauriers entourant le logo des Jeux de Rio |                                                       | Casa da Moeda do Brasil (en)                    | 85            |                | 500       |       |
| 2020 | Tokyo, Japon                       | Avers : Niké et stade panathénaïque en arrière-plan Revers : |                                                       |                                                 |               |                |           |       |
| 2024 | Paris, France                      | Avers : Niké et stade panathénaïque en arrière-plan Revers : |                                                       |                                                 |               |                |           |       |
| 2028 | Los Angeles, États-Unis            | Avers : Niké et stade panathénaïque en arrière-plan Revers : |                                                       |                                                 |               |                |           |       |
| 2032 | Brisbane, Australie                | Avers : Niké et stade panathénaïque en arrière-plan Revers : |                                                       |                                                 |               |                |           |       |

### Designs des médailles des Jeux olympiques d’hiver
Détails concernant les médailles des Jeux olympiques d’hiver :
| Jeux | Hôte                              | Détails | Designer(s)                                            | Hôtel de monnaie                               | Diamètre (mm) | Épaisseur (mm) | Poids (g)       | Image |
| ---- | --------------------------------- | --- | ------------------------------------------------------ | ---------------------------------------------- | ------------- | -------------- | --------------- | ----- |
| 1924 | Chamonix, France                  | Avers : athlète tenant une paire de patins et de skis, en arrière-plan les Alpes avec le mont Blanc et nom du designer Revers : Inscription | Raoul Bernard                                          | Monnaie de Paris                               | 55            | 4              | 75              |       |
| 1928 | St. Moritz, Suisse                | Avers : patineuse entourée de cristaux de neige Revers : anneaux olympiques et rameaux d'olivier | Arnold Hunerwadel (en)                                 | Huguenin Frères                                | 50.4          | 3              | 51              |       |
| 1932 | Lake Placid, États-Unis           | Avers : Niké, les monts Adirondack en arrière-plan Revers : anneaux olympiques et couronne de laurier Forme : ondulée symbolisant les cannelures d'une colonne antique |                                                        | Robbins Company                                | 55            | 3              | 51              |       |
| 1936 | Garmisch-Partenkirchen, Allemagne | Avers : Niké sur un char antique roulant sur un arc de triomphe surmontant des équipements sportifs Revers : anneaux olympiques | Richard Klein (en)                                     | Deschler & Sohn                                | 100           | 4              | 324             |       |
| 1948 | St. Moritz, Suisse                | Avers : inscription entre deux cristaux de neige Revers : torche allumée, anneaux olympiques, 6 cristaux de neige, devise Citius, Altius, Fortius | Paul Andre Droz (en)                                   | Huguenin Frères                                | 60.2          | 3.8            | 103             |       |
| 1952 | Oslo, Norvège                     | Avers : anneaux olympiques surmontés d'une torche, devise Citius, Altius, Fortius Revers : pictogramme de l'hôtel de ville d'Oslo, 3 cristaux de neige et détails sur le pays hôte | Vasos Falireus (en) et Knut Yvan (en)                  | Th. Marthinsen                                 | 70            | 3              | 137.5           |       |
| 1956 | Cortina d'Ampezzo, Italie         | Avers : tête de femme idéalisée, couronnée des cinq anneaux Revers : Mont Pomagagnon surmonté d'un cristal de neige, devise « Citius, Altius, Fortius » | Costanttino Affer (en)                                 | Lorioli Bros                                   | 60.2          | 3              | 120.5           |       |
| 1960 | Squaw Valley, États-Unis          | Avers : Profils d'un jeune homme et d'une jeune femme Revers : anneaux olympiques, devise « Citius, Altius, Fortius », nom du sport au centre | Herff Jones (en)                                       | Herff Jones Company                            | 55.3          | 4.3            | 95              |       |
| 1964 | Innsbruck, Autriche               | Avers : massif alpin de Torlauf, entouré de l'inscription « Innsbruck 1964 » Revers : Logo avec armoiries de la ville d'Innsbruck, anneaux olympiques Remarque : pour la première fois, le nom de la discipline figure sur la médaille | Martha Coufal (en) (avers) Arthur Zegler (en) (revers) | Münze Österreich                               | 72            | 4              | 110             |       |
| 1968 | Grenoble, France                  | Avers : Cristal de neige entouré des trois roses rouges, emblèmes de Grenoble Revers : pictogramme différent pour chaque discipline pour la première fois dans l'histoire des Jeux olympiques | Roger Excoffon                                         | Monnaie de Paris                               | 61            | 3.3            | 124             |       |
| 1972 | Sapporo, Japon                    | Avers : pictogramme de lignes symbolisant la neige duveteuse Revers : Flocon de neige, soleil et anneaux olympiques Forme : carrée aux lignes arrondies | Yagi Kazumi (en) (avers) Ikko Tanaka (revers)          | Bureau de la Monnaie du ministère des Finances | 57.3 x 61.3   | 5              | 130             |       |
| 1976 | Innsbruck, Autriche               | Avers : même emblème que le revers des Jeux olympiques d’hiver de 1964 Revers : domaine skiable du Bergisel avec les Alpes en arrière-plan, flamme olympique | Martha Coufal (en) (avers) Arthur Zegler (en) (revers) | Münze Österreich                               | 70            | 5.4            | 164             |       |
| 1980 | Lake Placid, États-Unis           | Avers : torche olympique sur fond des montagnes Adirondacks Revers : branche de sapin avec pives, logo de Lake Placid | Tiffany & Co.                                          | Medallic Art Company                           | 81            | 6.1            | 205             |       |
| 1984 | Sarajevo, Yougoslavie             | Avers : emblème officiel, flocon de neige stylisé, anneaux olympiques Revers : tête stylisée d'un athlète couronné d'une couronne de laurier Forme : cercle placé dans un rectangle | Nebojša Mitrić (en)                                    | Zlatara Majdanpek et Zavod za izradu novčanica | 71.1 x 65.1   | 3.1            | 164             |       |
| 1988 | Calgary, Canada                   | Avers : Logo, flocon de neige stylisé Revers : profils d'un athlète couronné de laurier et d'un indien avec une coiffe faite d'équipements sportifs \| Fridrich Peter (en) | Fridrich Peter (en)                                    | Jostens                                        | 69            | 5              | 193             |       |
| 1992 | Albertville, France               | Avers : cinq anneaux olympiques, en arrière-plan une vallée, branche de laurier stylisée Revers : motif symbolisant la montagne par des lignes de forces Remarque : pour la première fois réalisées en cristal de verre, serties d'or, d'argent ou de bronze, les médailles ont entièrement été fabriquées à la main | René Lalique                                           | René Lalique                                   | 92            | 9.1            | 169             |       |
| 1994 | Lillehammer, Norvège              | Avers : sparagmite recouvert partiellement d'or, anneaux olympiques Revers : motif symbolisant l'épreuve, logo des Jeux de Lillehammer | Ingjerd Hanevold (en)                                  | Th. Marthinsen                                 | 80            | 8.5            | 131             |       |
| 1998 | Nagano, Japon                     | Avers : soleil levant en maki-e, branches d'olivier et emblème en cloisonné. Revers : emblème des Jeux de 1998 en maki-e, soleil levant sur les montagnes du Shinshu Remarque : Médailles réalisées en laque (laque de Kiso) | Takeshi Ito (en)                                       | Kiso Kurashi Craft Center                      | 80            | 8              | 261             |       |
| 2002 | Salt Lake City, États-Unis        | Avers : athlète surgissant des flammes une torche à la main, soutenu par les anneaux olympiques Revers : Niké tenant une feuille symbolisant la couronne de rameaux d'olivier, logo des Jeux de 2002 et nom de la discipline Forme : cercle irrégulier, comme les galets de rivières dans les cours d'eau de l'Utah Remarque : première fois qu'un comité d'organisation fait apparaître sa devise (« Light the Fire Within », Attisez votre feu sacré) sur une médaille qui, finie à la main, est unique pour chaque athlète | Scott Given (en), Axiom Design                         | O.C. Tanner                                    | 85            | 10             | 567             |       |
| 2006 | Turin, Italie                     | Avers : éléments graphiques des Jeux Revers : pictogramme de la discipline sportive du vainqueur Forme : vide en son centre, laissant entrevoir la piazza symbolisant la place où bat le cœur | Dario Quatrini (en)                                    | Ottaviani                                      | 107           | 10             | 469             |       |
| 2010 | Vancouver, Canada                 | Avers : anneaux olympiques, motifs autochtone (orque ou corbeau) réalisés au laser Revers : emblème des Jeux de Vancouver, nom du sport et de l'épreuve inscrits en anglais et en français, les deux langues officielles du Canada et du Mouvement olympique Forme : circulaire mais avec ondulations Remarque : les motifs de l'avers choisis à la main rendent la médaille unique pour chaque athlète | Corrine Hunt (en) et Omer Arbel (en)                   | Monnaie royale canadienne                      | 100           | 6              | 500 ; 576       |       |
| 2014 | Sotchi, Russie                    | Avers : Motif patchwork symbolisant les cultures des différentes régions de Russie et anneaux olympiques Revers : emblème des Jeux de Sotchi, nom du sport et de l'épreuve inscrits en anglais Remarque : L'inclusion est en polycarbonate | ADAMAS                                                 | ADAMAS                                         | 100           | 10             | 460 ; 525 ; 531 |       |
| 2018 | Pyeongchang, Corée du Sud         | Avers : anneaux olympiques et lignes diagonales dynamiques obtenues à partir des consonnes du hangeul. Revers : logo officiel des JO 2018, nom de la discipline et de l’épreuve, et les mêmes lignes diagonales. | Lee Suk-woo                                            |                                                | 92,6          | 6,91           | 493 ; 580 ; 586 |       |
| 2022 | Pékin, Chine                      | Avers : anneaux olympiques Revers : logo officiel des JO 2022 |                                                        |                                                |               |                |                 |       |
| 2026 | Milan, Cortina d'Ampezzo, Italie  | Avers : anneaux olympiques Revers : logo officiel des JO 2026 |                                                        |                                                |               |                |                 |       |

## Remise des médailles

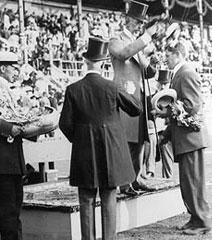
Jim Thorpe recevant sa médaille aux Jeux olympiques d'été de 1912.

La cérémonie protocolaire de remise des médailles a beaucoup varié jusqu'aux Jeux olympiques d'été de 1932 à Los Angeles qui établissent la norme actuelle consistant pour les vainqueurs à recevoir leur médaille juste après leur épreuve. Avant ces jeux, toutes les médailles étaient décernées lors de la cérémonie de clôture au cours de laquelle les athlètes portaient une tenue de soirée.
Les athlètes en tenue officielle ou sportive, après désignation de leurs noms, montent sur un podium face à la tribune d'honneur. Leurs médailles sont décernées par le président du CIO ou par un membre désigné par lui, accompagné par le président de la fédération internationale de l'épreuve sportive. Le drapeau de la délégation du vainqueur est hissé au mât central, ceux du deuxième et du troisième lauréats, à deux mâts voisins. Les médaillés se tournent face aux drapeaux au son de l'hymne national (abrégé) de la délégation du vainqueur.

## Médaille de participation
Traditionnellement, il est offert aux athlètes participants ainsi qu'à tous ceux qui ont pris part à l'organisation d'une édition des Jeux olympiques une médaille de participation. Celle-ci présente souvent un aspect différent des médailles de vainqueurs et est produite en plus grand nombre.

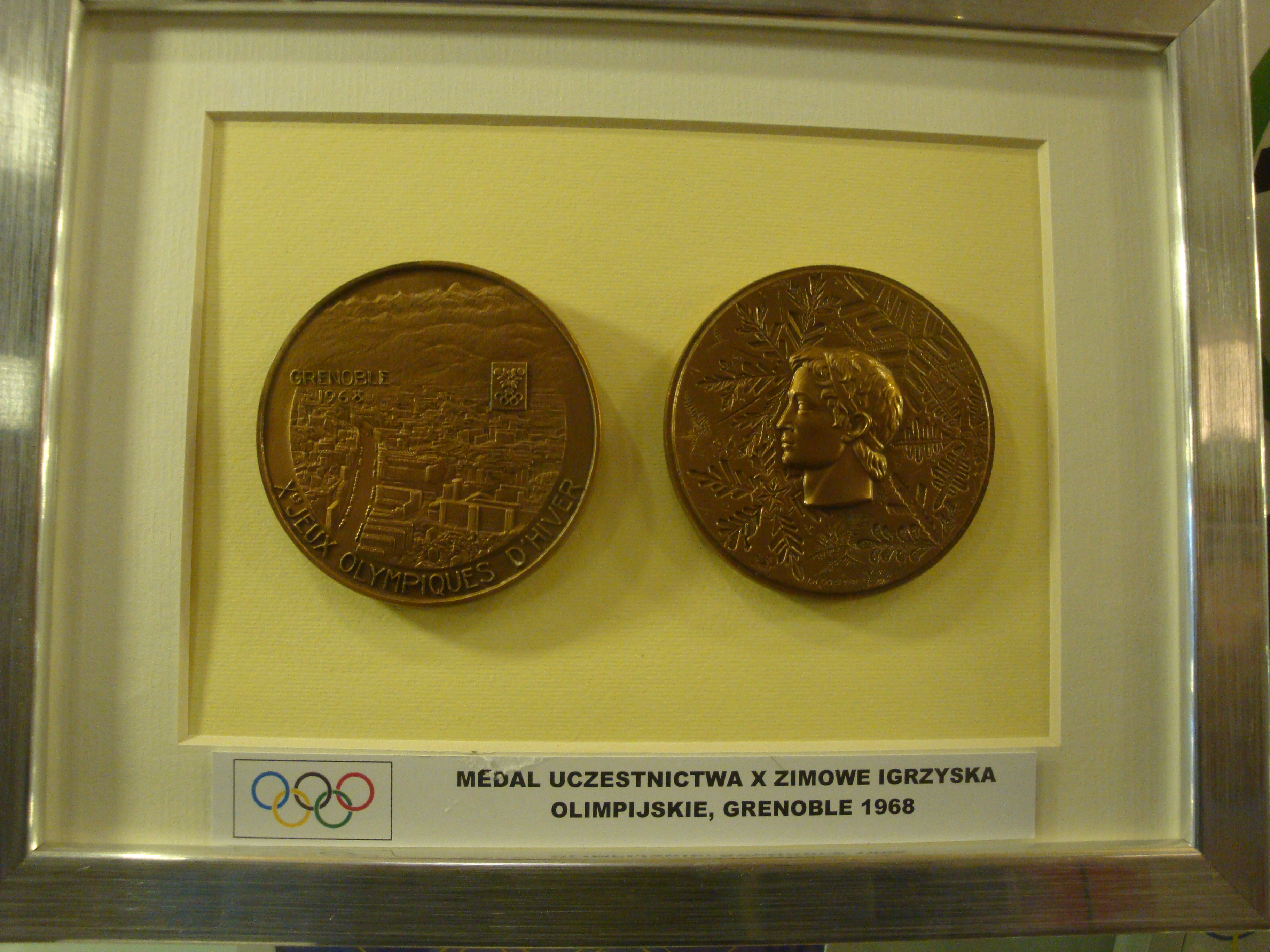
Médaille de participation de Grenoble 1968.

En effet, chaque concurrent reçoit une médaille, un diplôme et un insigne commémoratifs, tandis que le personnel d'équipes, les membres du CIO, présidents et secrétaires généraux des fédérations internationales, juges, arbitres, chronométreurs, inspecteurs, juges de touches et autres officiels se voient remettre cette médaille et ce diplôme commémoratifs.